# Acacia conjunctifolia
Acacia conjunctifolia är en ärtväxtart som beskrevs av Ferdinand von Mueller. Acacia conjunctifolia ingår i släktet akacior, och familjen ärtväxter. Inga underarter finns listade i Catalogue of Life.